# لاولو
لاولو (به ایتالیایی: Lavello) یک کومونه در ایتالیا است که در استان پوتنزا واقع شده‌است.

## خصوصیات
لاولو ۱۳۲ کیلومترمربع مساحت و ۱۳٬۸۷۱ نفر جمعیت دارد و ۳۱۳ متر بالاتر از سطح دریا واقع شده‌است.

## خواهرخوانده
شهر Orta Nova خواهرخواندهٔ لاولو هست.